# Domingo Ruiz de la Vega
Domingo María Ruiz de la Vega y Méndez (Sevilla, 3 de febrero de 1789-Madrid, 17 de diciembre de 1871) fue un jurista y político liberal español.

## Biografía
Aunque sevillano de nacimiento, desde que inicia la formación universitaria se establece en Granada, ingresando en el Real Colegio Mayor de San Bartolomé y Santiago en 1805, donde consiguió los grados de bachiller, licenciado y maestro en filosofía. Años más tarde estudió Derecho en la Universidad de Granada, además de Medicina y Cánones. Inició su actividad profesional como abogado, pero al poco tiempo fue nombrado catedrático de ética de la universidad granadina. Con la llegada del Trienio Liberal que constituye el paréntesis de la restauración absolutista de Fernando VII, es elegido diputado, siendo presidente y secretario de las Cortes entre 1822 y 1823. Puesto fin al Trenio, como la mayoría de los liberales que habían participado en la experiencia democrática, se vio obligado a exiliarse, en su caso al Reino Unido, no regresando a España hasta la amnistía dada por la reina gobernadora, María Cristina, a la muerte del rey e iniciada la regencia en nombre de la futura Isabel II. Ocupó el cargo de gobernador de Ávila, senador y secretario del Senado y en 1838 accedió al gobierno como ministro de Gracia y Justicia hasta 1840.